# یرشل (گراده‌لگن)
یرشل (به آلمانی: Jerchel) یک منطقهٔ مسکونی در آلمان است که در گراده‌لگن واقع شده‌است. یرشل  ۳۱۹ نفر جمعیت دارد.